# Самсечинек
Самсечинек (пол. Samsieczynek) — село в Польщі, у гміні Мроча Накельського повіту Куявсько-Поморського воєводства.
Населення — 213 осіб (2011).
У 1975-1998 роках село належало до Бидгощського воєводства.

## Демографія
Демографічна структура станом на 31 березня 2011 року:
|          | Загалом | Допрацездатний вік | Працездатний вік | Постпрацездатний вік |
| -------- | ------- | ------------------ | ---------------- | -------------------- |
| Чоловіки | 102     | 21                 | 70               | 11                   |
| Жінки    | 111     | 30                 | 62               | 19                   |
| Разом    | 213     | 51                 | 132              | 30                   |